# Valle de Comayagua

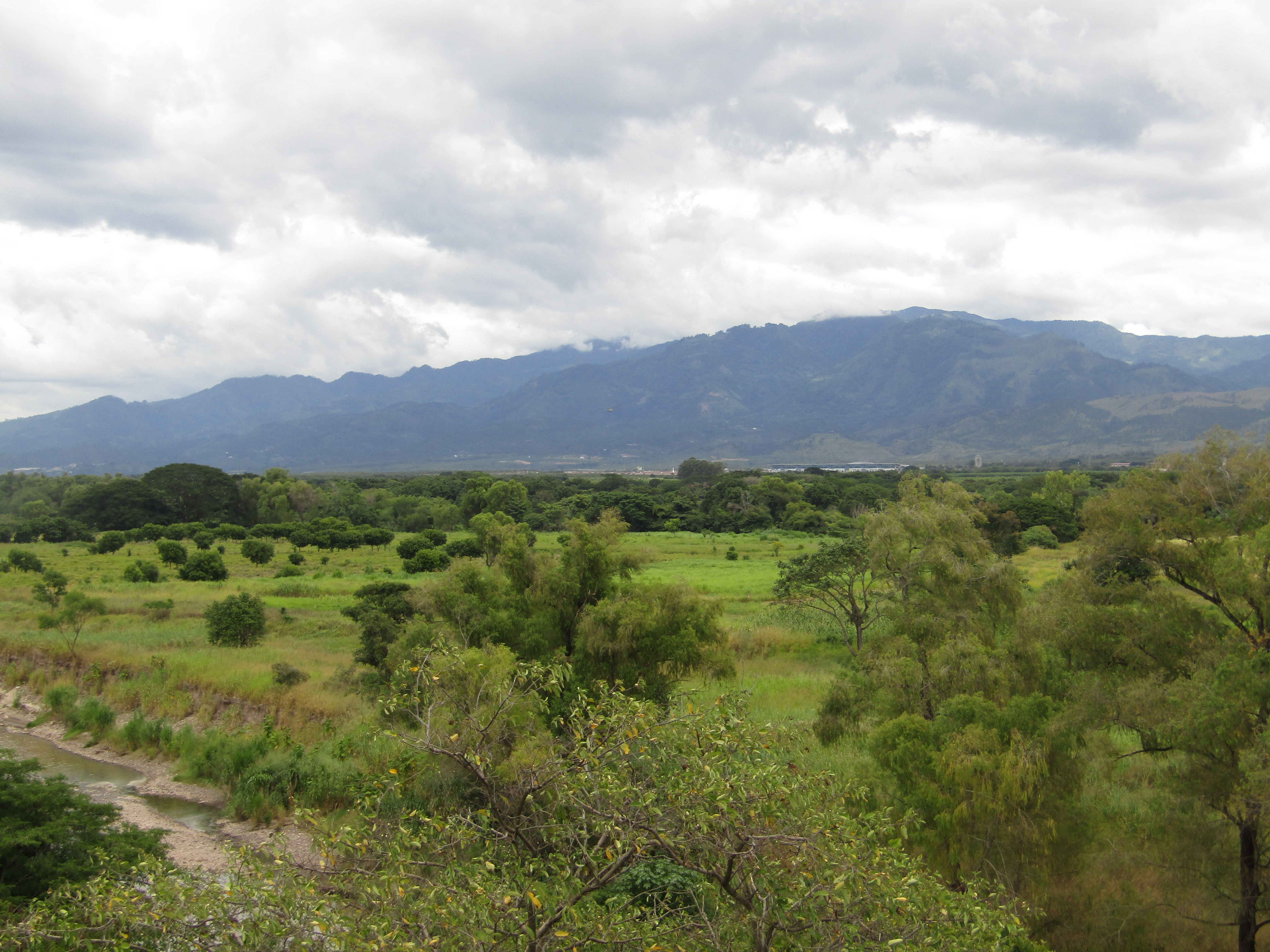
Vista al valle de Comayagua desde la Pirámide 102 del sitio arqueológico de El Chilcal.

El Valle de Comayagua es una región geográfica ubicada en el centro de Honduras, Es conocido por su clima tropical seco y estar en un punto estratégico que ha sido aprovechado históricamente  tanto por pueblos prehispánicos, españoles, y los Estados Unidos en el marco de la guerra fría.

## Ubicación
Como su nombre lo indica se encuentra mayormente en el departamento de Comayagua y parte del del departamento de La paz en la región centro-occidental del país. se encuentra rodeado de las montañas Parque nacional Montaña de Comayagua y Reserva Biológica Montecillos. 

## Geografía

### División política
En el valle se encuentra los municipios de la ciudad de Comayagua, Villa de San Antonio, ciudad de la Paz, Yarumela, y Esquías.

### Hidrografía
El río Humuya es la principal fuente agua del valle desde tiempos precolombinos, el río nace en el departamento de Francisco Morazán en el centro del país pasando por el Valle y llega a Santa Rita hasta desembocar en el río Ulúa cerca de Potrerillos en el departamento de Cortés. Además de alimentarse de diversos riachuelos que bajan desde las montañas en especial durante los meses de septiembre a enero.

### Clima

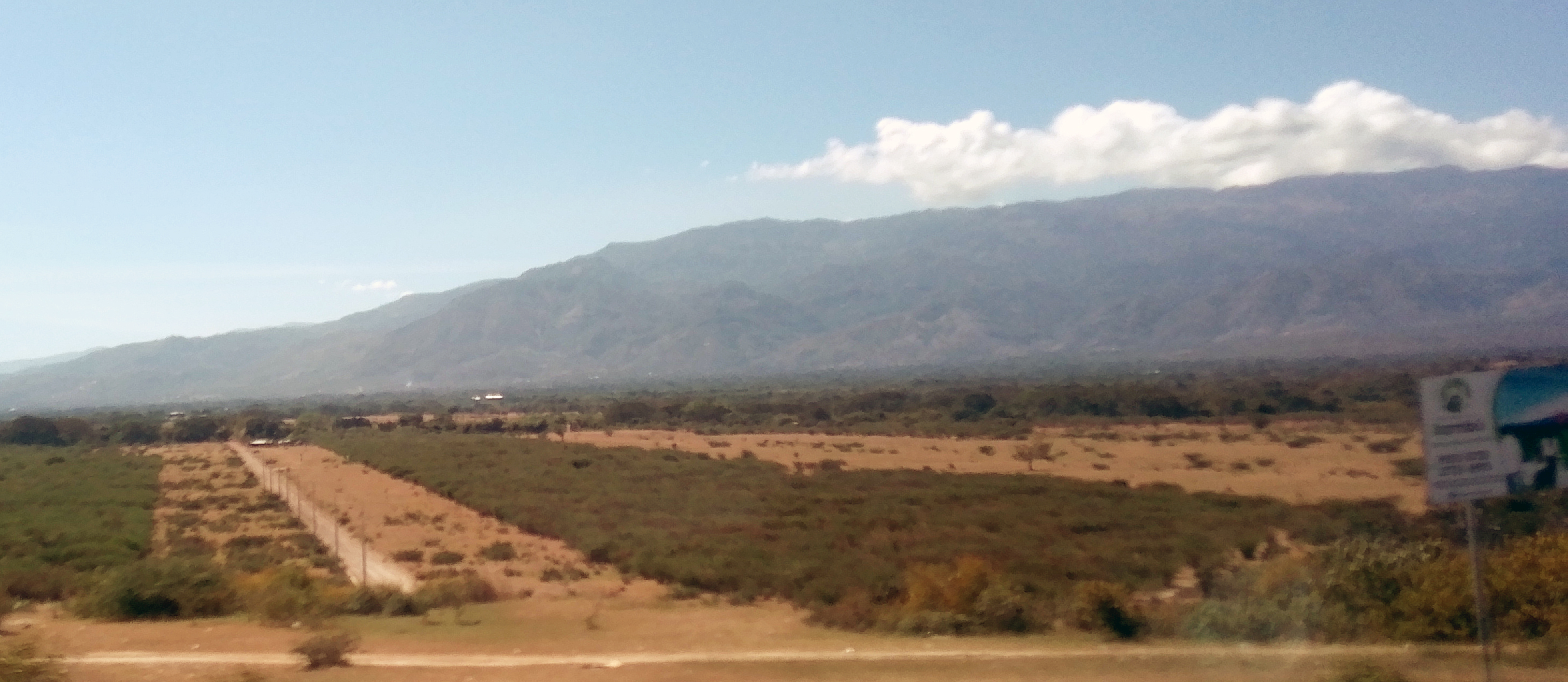
Vista del valle desde la carretera.

El valle posee un clima tropical seco, pasa la mayor parte del año soleado, alcanza unas temperaturas de ente 18c-29c durante todo el año. Aunque a veces llega superar los más de 30c durante el verano, en especial durante los meses de marzo y mayo.

### Orografía
Se encuentra rodeado de montañas boscosas, tanto la Montaña de Comayagua como la montaña de Montecillos y la Montaña de corralitos pueden verse perfectamente en el centro del mismo. También otras montañas y cerros de menor  tamaño lo rodean. 

### Flora y fauna

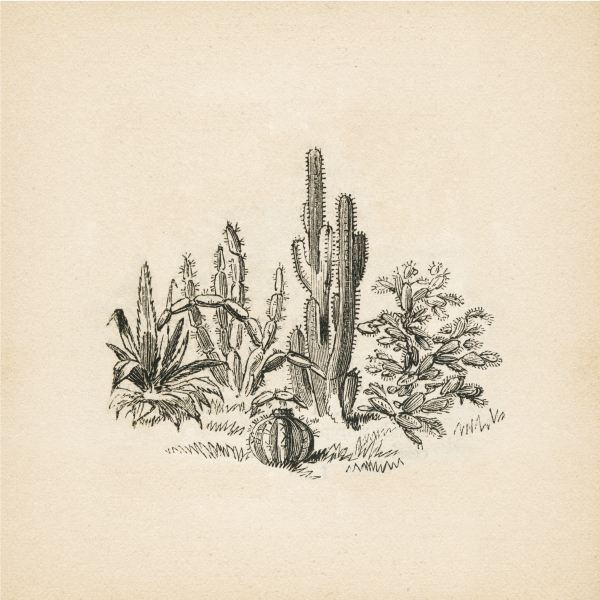
Grabados de 1859 que muestra la variedad de tipos de cactus encontrados en el valle.

La diversidad del valle puede verse a simple vista, en cuanto a especies de plantas existen más de 128 registradas. predominan las variantes de tipos de  arbustos y varios tipos de cactuses y  nopales, orquídeas, etc. Todo esto siendo una zona considerablemente mixta en vegetación. En cuanto a la fauna silvestre destaca la presencia de pequeños mamíferos como las zarigüeyas y los armadillos.  

## Historia

### Prehistoria

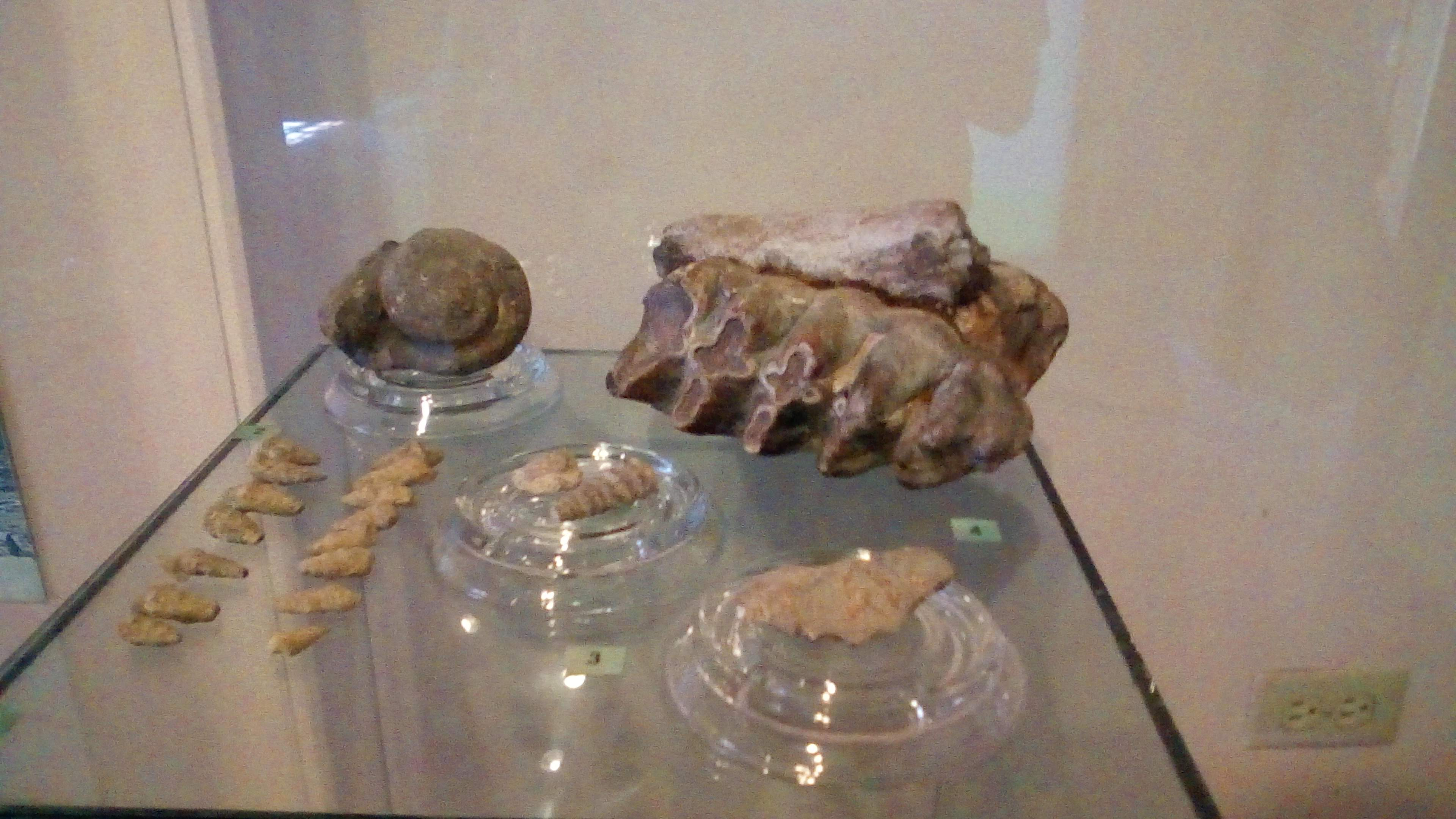
Fósiles marinos de Comayagua.

Lo que comprende hoy en día el valle estuvo alguna vez bajo el agua durante del periodo cretácico, en un cuerpo de agua conocido como el Mar de esquías, estos se evidencia por la enorme cantidad de fósiles marinos encontrados en los alrededores del Valle, donde se llegó incluso a evidenciar los restos de antiguos arrecifes coralinos. Durante el periodo el agua fue paulatinamente reduciéndose hasta quedar una planicie. Durante el cenozoico empezó a ser habitada por la fauna de la época como el Mamut columbino, Mastodontes, osos perezosos gigantes, entre otras especies. Esto también logró evidenciarse gracias a que se han encontrado fósiles de estos animales como podrían ser molares, quijadas, huesos, y colmillos.

### Época precolombina

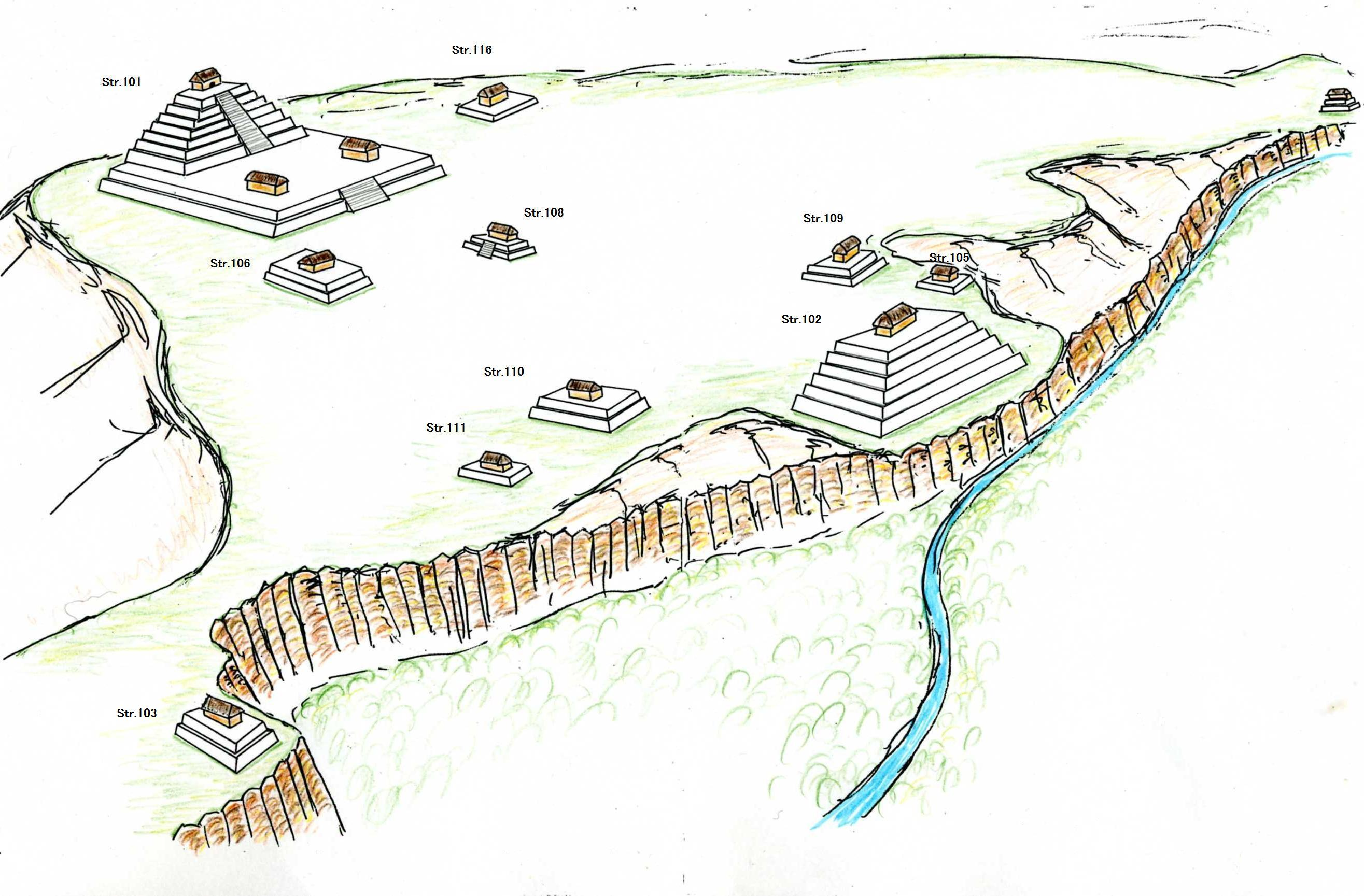
Dibujo que muestra como pudieron haber lucido las pirámides de Yarumela durante el preclásico tardío.

La presencia humana en el valle data desde hace más de 12 000 años no obstante la primera sociedad bien organizada con un urbanismo complejo que se tenga conocimiento del valle fueron los pobladores de el Chircal. Una ciudad del periodo preclásico perteneciente a los antepasados del Pueblo Lenca conocidos como Proto-Lencas, que llegó a ser el mayor centro comercial de la regio logrando compararse con los Naranjos y fue la capital de un cacicazgo que los historiadores se les ha logrado dar como Reino de yaruma. 
Este nació de la unión de diversas tribus del valle y otras zonas aledañas a este y los pobladores de la ciudad. Debido a la posición geográfica poco a poco empezó a controlar las rutas comerciales que conectaban tanto a Mesoamérica como el área intermedia. restos arqueológicos evidencian restos de productos llegados desde el valle de México, más en concreto de la ciudad de Teotihuacán. Debido a la actividad volcánica la ciudad fue abandonada por sus pobladores aunque eso no quita que diversos asentamientos siguieron fundándose alrededor de ella.

### Época colonial
Durante la conquista de Honduras el valle estaba poblado mayoritariamente por gente de la Etnia Lenca, los cuales dieron una fuerte resistencia contra los españoles, aunque paulatinamente fueron derrotados y se dio inicio a la creación de asentamientos españoles en la zona. La Ciudad de Comayagua fue fundada en el Valle en 1537 por su valor estratégico geográfico, y tener un clima apropiado para el cultivo de trigo y maíz. Así llegaron las primeras grandes migraciones de personas europeas a la zona, mayormente españoles de origen extremeño o andaluz.
Con el paso de las décadas la ciudad pasó de ser una pequeña villa a convertirse en la capital de la región de las Hibueras (Honduras) y se empezó a construir otros pueblos en el mismo, convirtiendo en una de las zonas más pobladas de Honduras. Diversos estudios ha dado como resultado las ruinas o cimientos de pequeñas iglesias coloniales que funcionaron como  capillas para los indígenas así como los restos de pequeñas aldeas o pueblos que fueron deshabitadas. 

### Época contemporánea

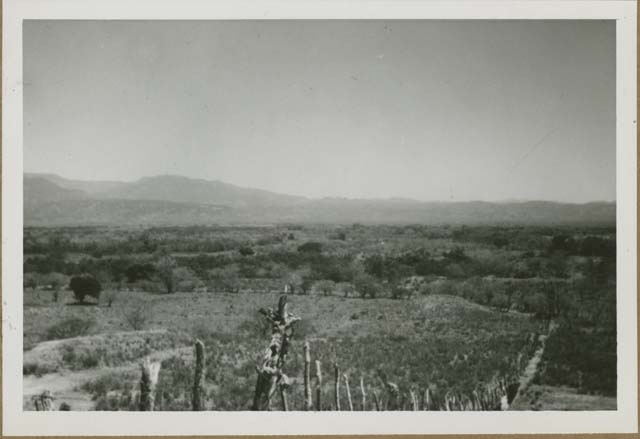
Vista al valle desde la estructura 101 del sitio arqueológico de El Chircal en 1947.

El vallé fue testigo de varios cambios durante el siglo XXI. Se empezaría a ver un aumento poblacional en las ciudades de Comayagua y La Paz así haciendo crecer ambos centros urbanos y para esta época empezarían hacerse varios estudios arqueológicos que demostrarían una serie de hallazgos importantes para comprender la historia del mismo y su importancia en épocas precolombinas para le comercio, dentro de estos arqueólogos se encontraría el doctor Samuel Kirkland Lothrop y el arzobispo Federico Lunardi.
Para mediados de los años 70 se da inicio la llamada Crisis centroamericana, donde Honduras obtuvo el papel del bastión anticomunista de Centroamérica. Bajo el miedo que nacieran guerrillas en suelo hondureño la administración de Ronald Reagan ordenó la ocupación militar de Honduras y la construcción de la base aérea Soto Cano en los años ochenta.